# 維勒斯 (新澤西州)
維勒斯（英語：Villas）是位於美國新澤西州開普梅縣的普查規定居民點。

## 人口
根據2020年美國人口普查的數據，維勒斯的面積為10.18平方千米，當中陸地面積為10.11平方千米，而水域面積為0.07平方千米。當地共有人口9134人，而人口密度為每平方千米897.25人。